# Naum Veqilharxhi
Naum Veqilharxhi (właśc. Naum Panajot Bredhi, ur. 6 grudnia 1797 w Vithkuq k. Korczy – zm. 1846 w Stambule) – albański pisarz i działacz narodowy.

## Życiorys
Był synem Panajota Bredhiego, pochodził z rodziny zalbanizowanych Arumunów wyznania prawosławnego. W 1800 r., po zniszczeniu wioski Vitkuq rodzina Veqilharxhi opuściła Albanię, przenosząc się do Kiszyniowa, a następnie do Braiły. Tam też młody Veqilharxhi zetknął się ze środowiskiem albańskich działaczy narodowych, współpracował też z greckimi heterystami. W 1821 prawdopodobnie wziął udział w powstaniu Tudora Vladimirescu.
Pod koniec lat dwudziestych jego rodzina należała do najbogatszych w Braile. Większość jego rodziny po 1838 deklarowała narodowość grecką, Naum był jedynym członkiem rodziny, który deklarował tożsamość albańską. Po studiach prawniczych rozpoczął praktykę adwokacką. W roku 1844 ukończył dzieło, nad którym pracował przez dwadzieścia lat – elementarz języka albańskiego, zapisany w 33-literowym alfabecie łacińskim (do tej pory dla zapisu języka albańskiego używano alfabetu greckiego lub arabskiego). Dzieło to, jak również kolejne prace poświęcone językowi albańskiemu i emancypacji narodu albańskiego zaliczyły go do grona pierwszych działaczy Odrodzenia Narodowego (Rilindja Kombëtare). Imię Veqilharxhiego noszą ulice w Tiranie, Kamzie i w Prisztinie i szkoła w Korczy, zaś w Vithkuqu znajduje się jego popiersie.

## Dzieła
- 1844: Ëvetarin (elementarz)
- 1845: Fare i ri evëtar shqip për djelm nismëtar (elementarz)
- 1846: Qarkore (Encyklika) (po grecku)